# New Washington (Indiana)
New Washington és una concentració de població designada pel cens dels Estats Units a l'estat d'Indiana. Segons el cens del 2000 tenia 547 habitants.

## Demografia
Segons el cens del 2000, New Washington tenia 547 habitants, 228 habitatges, i 163 famílies. La densitat de població era de 40,5 habitants/km².
Dels 228 habitatges en un 27,6% hi vivien nens de menys de 18 anys, en un 58,8% hi vivien parelles casades, en un 10,5% dones solteres, i en un 28,5% no eren unitats familiars. En el 25% dels habitatges hi vivien persones soles el 12,7% de les quals corresponia a persones de 65 anys o més que vivien soles. El nombre mitjà de persones vivint en cada habitatge era de 2,38 i el nombre mitjà de persones que vivien en cada família era de 2,85.
Per edats la població es repartia de la següent manera: un 20,7% tenia menys de 18 anys, un 10,1% entre 18 i 24, un 26,7% entre 25 i 44, un 26,7% de 45 a 60 i un 15,9% 65 anys o més.
L'edat mediana era de 40 anys. Per cada 100 dones de 18 o més anys hi havia 79,3 homes.
La renda mediana per habitatge era de 37.368 $ i la renda mediana per família de 42.292 $. Els homes tenien una renda mediana de 31.359 $ mentre que les dones 14.750 $. La renda per capita de la població era de 19.343 $. Entorn del 2,3% de les famílies i el 8,2% de la població estaven per davall del llindar de pobresa.

## Poblacions més properes
El següent diagrama mostra les poblacions més properes.